# Samuel Chapanga
Samuel Campira Chapanga (ur. 9 kwietnia 1982 w Maputo) – mozambicki piłkarz grający na pozycji obrońcy.

## Kariera klubowa
Karierę piłkarską Chapanga rozpoczął w klubie Têxtil do Punguè i w jego barwach zadebiutował w 2002 roku w pierwszej lidze mozambickiej. W 2005 roku wyjechał do Europy i grał w rezerwach Lokomotiwu Moskwa, a na początku 2006 roku odszedł do Dinama Zagrzeb, z którym został mistrzem Chorwacji, pomimo że nie rozegrał w lidze żadnego spotkania.
W połowie 2006 roku Chapanga wrócił do Mozambiku i grał w CD Costa do Sol. W 2007 roku przeszedł do CD Maxaquene, gdzie grał do końca 2009 roku. W 2010 roku został piłkarzem Liga Muçulmana, z którym na koniec sezonu został mistrzem kraju. W 2011 roku wrócił do Maxaquene. NAstępnie grał w CD Costa do Sol, HCB Songo i Vilankulo FC. W 2017 wrócił do Maxaquene. W 2019 roku zakończył w nim karierę.

## Kariera reprezentacyjna
W reprezentacji Mozambiku Chapanga zadebiutował 27 lipca 2003 roku w przegranym 2:4 meczu Pucharu COSAFA z Zambią. W 2010 roku został powołany do kadry na Puchar Narodów Afryki 2010, na którym rozegrał 2 mecze: z Egiptem (0:2) i z Nigerią (0:3). Od 2003 do 2011 rozegrał w kadrze narodowej 26 meczów.